# Muhjärvi
Muhjärvi är en sjö i Finland. Den ligger i kommunen Kouvola i landskapet Kymmenedalen, i den södra delen av landet, 110 km nordost om huvudstaden Helsingfors. Muhjärvi ligger 20,6 meter över havet. Den är 5,06 meter djup. Arean är 2,52 kvadratkilometer och strandlinjen är 7,75 kilometer lång. Sjön  ingår i Kymmene älvs huvudavrinningsområde.   I omgivningarna runt Muhjärvi växer i huvudsak barrskog.
I övrigt finns följande i Muhjärvi:
- Vittossaari (en ö)
- Lakioissaari (en ö)
- Niittysaari (en ö)
- Vuohisaari (en ö)
- Pirttisaari (en ö)
- Halkolansaari (en ö)
- Hampaansaari (en ö)
- Hirvensaari (en ö)
- Patasaari (en ö)
- Päijänteensaari (en ö)
- Pähkänsaari (en ö)